# مريديث شو
مريديث شو هي كاتبة غنائية ومغنية كندية، ولدت في 30 ديسمبر 1983 في تورونتو في كندا.

## وصلات خارجية
- الموقع الرسمي